# Francesco Tortora
Francesco Tortora (Trecase, 20 gennaio 1915 – 17 novembre 1988) è stato un vescovo cattolico italiano.

## Biografia
È nato il 20 gennaio 1915 a Trecase, allora frazione di Boscotrecase, nell'arcidiocesi di Napoli.
Frate dell'Ordine dei Minimi di San Francesco di Paola.
È stato ordinato sacerdote il 25 luglio 1937.
Il 19 marzo 1962 papa Giovanni XXIII lo ha nominato vescovo titolare di Liviade e prelato di Santa Lucia del Mela.
Ha ricevuto l'ordinazione episcopale il 20 maggio seguente dal cardinale Ernesto Ruffini, arcivescovo metropolita di Palermo, co-consacranti il vescovo Francesco Ricceri, suo predecessore nella prelatura, e Filippo Aglialoro, vescovo ausiliare di Palermo.
Il 21 ottobre 1972 papa Paolo VI  ha nominato vescovo di Gerace-Locri.
Ha partecipato a tutte le sessioni del Concilio Vaticano II.
Il 22 settembre 1988 si è dimesso dal governo pastorale della diocesi; è morto poche settimane dopo, il 17 novembre.

## Genealogia episcopale
La genealogia episcopale è:
- Cardinale Scipione Rebiba
- Cardinale Giulio Antonio Santori
- Cardinale Girolamo Bernerio, O.P.
- Arcivescovo Galeazzo Sanvitale
- Cardinale Ludovico Ludovisi
- Cardinale Luigi Caetani
- Cardinale Ulderico Carpegna
- Cardinale Paluzzo Paluzzi Altieri degli Albertoni
- Papa Benedetto XIII
- Papa Benedetto XIV
- Papa Clemente XIII
- Cardinale Marcantonio Colonna
- Cardinale Giacinto Sigismondo Gerdil, B.
- Cardinale Giulio Maria della Somaglia
- Cardinale Carlo Odescalchi, S.I.
- Cardinale Costantino Patrizi Naro
- Cardinale Lucido Maria Parocchi
- Papa San Pio X
- Papa Benedetto XV
- Papa Pio XII
- Cardinale Giuseppe Pizzardo
- Cardinale Ernesto Ruffini
- Vescovo Francesco Tortora, O.M.